# Cevat Güler
Cevat Güler (ur. 1 stycznia 1959 roku w Perşembe), turecki piłkarz i trener piłkarski.

## Kariera trenerska
- 1985 – Küçükköy Kültürspor
- 1985-87 – Gaziosmanpaşaspor
- 1997-00 - Beşiktaş PAF
- 2000-02 - Yıldırım Bosnaspor
- 2007–2009 – Galatasaray SK (asystent)
- 2008 – Galatasaray SK